# Jim Pepper
Jim Pepper, geboren als James Gilbert Pepper II, (Salem, 18 juni 1941 - Portland, 10 februari 1992) was een Amerikaanse jazzmuzikant (saxofoon, fluit) en Indiaanse zanger.

## Jeugd
Zijn vader Gilbert, een Kaw-indiaan, was bakker, muzikant en een dikwijls onderscheiden prijsdanser bij powwows. Zijn moeder, een Muskogee, werkte als lerares. Op 15-jarige leeftijd leerde Jim met zelfonderricht en de hulp van zijn vader de tenorsaxofoon spelen. In 1964 verhuisde hij naar New York om jazzmuzikant te worden, nadat hij reeds voorheen in Californië had gespeeld met Pharoah Sanders. Samen met Larry Coryell richtte hij de band The Free Spirits op, die als voorloper van de jazzrock, met jazz-improvisaties over rock- en r&b-ritmes experimenteerde.

## Carrière
Ornette Coleman en Don Cherry sterkten Pepper in zijn pogingen om traditionele indianenmuziek te combineren met jazz. Op zijn plaat Pow Wow nam hij Indiaanse songs op, onder andere het nieuw gearrangeerde traditionele Peyotecult-gezang Witchi-Tai-To, dat de hitparade haalde. Het album was economisch niet meer dan een waarderingssucces, zodat Pepper zich terugtrok uit de muziekbusiness en in Alaska beroepsvisser werd. Ondanks een onderscheiding met een persprijs in 1974 in San Francisco keerde hij terug naar Alaska, waar hij de zangeres Caren Knight ontmoette, die zijn levensgezellin werd. Er kwamen sporadische optredens met West Coast-jazzers in Juneau en Anchorage, maar ook uitnodigingen naar Californië.
Pas in 1979 keerde Pepper op initiatief van Don Cherry terug in het jazzcircuit, toerde met hem door West-Afrika en speelde in het Liberation Music Orchestra en in de bands van de drummers Bob Moses en Paul Motian. Op zijn eigen plaat Comin' & Goin'  kon Pepper het concept van Pow Wow verbeterd omzetten en samen met Don Cherry, Naná Vasconcelos, Collin Walcott en ook John Scofield negen Indiaanse stukken in een eigentijdse jazzperspectief zo bewerken, dat hun spiritualiteit bleef behouden. Pepper steunde het American Indian Movement en speelde, zong en danste ook op traditionele powwows.
Sinds zijn terugkeer op het podium speelde hij regelmatig in Europa en werd daar ook in verschillende perspectieven op plaat gedocumenteerd. Met drummer John Betch en Ed Schuller formeerde hij een working band, die deels tot kwartet werd uitgebreid met Marty Cook, Claudine François of Mal Waldron. Peppers spel op de tenorsaxofoon kenmerkte zich door een eigen welluidendheid met onvervangbare patronen.

## Overlijden
Jim Pepper overleed in 1992 op 51-jarige leeftijd aan de gevolgen van lymfeklierkanker. Don Cherry hield een toespraak aan zijn graf, in New York vond een memorial-concert plaats met talrijke medewerkers.
De componist Gunther Schuller waardeerde in 1998 Peppers muziek, doordat hij ze voor jazzensemble en symfonieorkest opnieuw arrangeerde. Het scheppen van Pepper toont de documentaire film Peppers Pow Wow (1995) van Sandra Sunrising Osawa. Volgens Wolf Kampmann verhinderde zijn vroege dood de opkomst van de saxofonist tot een leidersfiguur van de ethno-jazz.
In 2005 eerde de parlementaire vergadering van de staat Oregon Jim Pepper en zijn muzikale nalatenschap. Op 7 april 2007 werd Peppers saxofoon in het kader van een plechtigheid, waarbij Peppers muziek werd uitgevoerd, overhandigd aan het National Museum of the American Indian.

## Boekwerken
- Leonard Feather, Ira Gitler: The Biographical Encyclopedia of Jazz. Oxford University Press, Oxford/New York 1999, ISBN 978-0-19-532000-8.
- Wolf Kampmann (Hg.): Reclams Jazzlexikon. Reclam, Stuttgart 2003; ISBN 3-15-010528-5

- Bibsys: 2093609
- Bibliothèque nationale de France: cb13898351g (data)
- CiNii: DA18087519
- Gemeinsame Normdatei: 134575725
- International Standard Name Identifier: 0000 0000 5514 2744
- Library of Congress Control Number: n94065807
- MusicBrainz: dc7c2382-e566-43e6-9250-3fe2e3c63713
- Nationale Bibliotheek van Israël: 987007324756005171
- Nederlandse Thesaurus van Auteursnamen: 104777354
- Réseau des bibliothèques de Suisse occidentale: 02-A003681229
- Système universitaire de documentation: 094539030
- Virtual International Authority File: 44486122
- WorldCat: E39PBJfWVprKcDpQY8ptXKPCwC